# Onthophagus loxodontae
Onthophagus loxodontae är en skalbaggsart som beskrevs av Yves Cambefort 1984. Onthophagus loxodontae ingår i släktet Onthophagus och familjen bladhorningar. Inga underarter finns listade i Catalogue of Life.